# Sali Bashota
Sali Bashota (ur. 31 sierpnia 1959 r. w Çeroviku k. Kliny w Kosowie) – jugosłowiański oraz kosowski poeta, prozaik i krytyk literacki.

## Życiorys
W 1982 ukończył studia z zakresu literatury i języka albańskiego na uniwersytecie w Prisztinie. Tam też w 1998 uzyskał doktorat na wydziale filologicznym, broniąc dysertacji poświęconej poetyce postaci, przedstawionych w dziełach czterech albańskich poetów (Faik Konica, Mitrush Kuteli, Migjeni, Koliqi).
W latach 1982–1983 był nauczycielem języka albańskiego w szkole średniej w Klinie. W 1984 rozpoczął pracę naukową na Wydziale Filologicznym uniwersytetu w Prisztinie, osiągając stanowisko dziekana wydziału filologicznego. W latach 1999–2000 poświęcił się działalności wydawniczej, kierując wydawnictwem Rozafa oraz pisząc teksty dla magazynu literackiego "Jeta e Re" (Nowe życie). 
W 2002 kierował Komisją ds. Wydawnictw i Bibliotek przy ministrze kultury Kosowa. Od 2003 pełnił funkcję dyrektora Biblioteki Narodowej w Kosowie.
Pierwsze utwory poetyckie publikował w początkach lat 80. XX w.
Mieszka w Prisztinie. W październiku 2003 r. odwiedził Polskę na zaproszenie PEN-Clubu.

## Tomiki wierszy
- Albumi i grisur (Potargany album), Prisztina 1986
- Zogu me profil vjeshte, Prisztina 1989
- Plagomë, Prisztina, 1994
- Dalje nga trishimi (Ucieczka od strachu), Prisztina 1999
- Ndiz dritën magjike (Światło magicznej lampy. Wybór poezji), Prisztina 2002
- Bukuri i nëmur (Nieszczęsne piękno), Prisztina 2006
- Jetë me vdekje (Życie ze śmiercią), Tirana 2006
- Dhembje e bekuar: 333 poezi, (Błogosławiony ból), Tirana 2013
- Në fillim ishte Drita, (Na początku była Drita), Prisztina 2017
- Pëshpëritja e agonisë - libri i karantinës, Prisztina 2020
- Vjershat më të bukura të dashurisë, përzgjedhje, Prisztina 2022

## Proza
- Ëndrra në parajsë (Sen w raju), wyd. Rozafa, Prisztina 2006.

## Tłumaczenia polskie
- Po nienawiści, A teraz płoną książki, Brak ducha, Inny kształt bólu, Granica śmierci, Bashotowie, [w:] Nie jest za późno za miłość. Antologia poezji albańskiej XX wieku, przeł. M. Saneja, Sejny 2005.